# Emilio Fajardo
Emilio Fajardo Maldonado (Benidorm, Alicante, España, 3 de septiembre de 1974), más conocido como Emilio Fajardo, es un exfutbolista y entrenador de fútbol español que actualmente está sin equipo tras abandonar la disciplina del C.F. Motril.

## Trayectoria

### Como jugador
Natural de Benidorm, Alicante, inició su carrera como futbolista en las filas del Club Deportivo Utrera en la temporada 1993-94 y toda su carrera discurrió entre la Segunda División B de España y la Tercera División de España, vistiendo la camiseta de diversos equipos como Club Deportivo Utrera, Real Club Recreativo de Huelva, Asociación Deportiva Ceuta, Écija Balompié, Moralo Club Polideportivo, Real Balompédica Linense, Jerez Industrial Club de Fútbol, Club Deportivo Manchego, Unión Deportiva Maracena, Unión Deportiva Horadada, Unión Deportiva Los Palacios, CD Punta Umbria, AD Cartaya, Olímpica Valverdeña y Ayamonte Club de Fútbol, equipo en el que se retiró en 2012.

### Como entrenador
Tras colgar las botas como jugador, en la temporada 2012-13, comienza su andadura en los banquillo haciéndose cargo del CD Pinzón de la Regional Preferente Huelva. 
En la temporada 2013-14, firma por el CD Punta Umbría de la Primera Provincial de Huelva. 
En 2014, ingresó en la cantera del Real Betis Balompié para hacerse cargo de los benjamines y en la temporada siguiente del equipo alevín. En la temporada 2015-16, se hizo cargo durante varias jornadas del Betis Deportivo Balompié tras el ascenso de Juan Merino de manera interina al primer equipo verdiblanco. 
Desde 2016 hasta 2019, dirige al Juvenil "A" del Real Betis Balompié que compite en la División de Honor de Juveniles. 
El 3 de enero de 2019, abandona la cantera del Real Betis Balompié después de cinco temporadas y firma como entrenador del Algeciras CF de la Tercera División de España, con el que lograría el ascenso a la Segunda División B de España al final de la temporada.
En la temporada 2019-20, dirige al Algeciras CF en el Grupo IV de la Segunda División B de España, hasta que el 14 de enero de 2020, fuera destituido del cargo.
El 12 de noviembre de 2020, firma como entrenador del CD Pozoblanco de la Tercera División de España, al que consiguió clasificar para disputar las eliminatorias de ascenso a Segunda Federación.
En la temporada 2021-22, firma como entrenador del Xerez CD de la Tercera Federación, al que clasificó también para disputar las eliminatorias de ascenso a Segunda Federación.
El 1 de junio de 2022, firma por el Marbella FC de la Tercera Federación, con el que consigue el ascenso directo a Segunda Federación tras vencer en la última jornada al otro candidato a campeón de grupo, el Real Jaén.
El 22 de junio de 2023, firma por el Real Jaén de la Tercera Federación.
El 16 de marzo de 2024, sería destituido por el Real Jaén, pese a que el conjunto lagarto marchaba segundo en la clasificación y hasta la última jornada en el cargo acumulaba 12 jornadas de manera consecutiva sin perder. En sus 26 partidos al frente del conjunto jienense, el técnico alicantino sumó 15 victorias, 1 empate y tan solo 5 derrotas.

## Clubes

### Como entrenador
| Club                            | País   | Año       |
| ------------------------------- | ------ | --------- |
| CD Pinzón                       | España | 2012-2013 |
| CD Punta Umbría                 | España | 2013-2014 |
| Real Betis Balompié Fútbol Base | España | 2014-2016 |
| Betis Deportivo Balompié        | España | 2016      |
| Real Betis Balompié Juvenil "A" | España | 2016-2019 |
| Algeciras CF                    | España | 2019-2020 |
| CD Pozoblanco                   | España | 2020-2021 |
| Xerez CD                        | España | 2021-2022 |
| Marbella FC                     | España | 2022-2023 |
| Real Jaén                       | España | 2023-2024 |
| C.F. Motril                     | España | 2024-2025 |